# Hosuru, Koppa
Hosuru là một làng thuộc tehsil Koppa, huyện Chikmagalur, bang Karnataka, Ấn Độ.